# 1954 au Yukon
Chronologie du Yukon
- 1950
- 1951
- 1952
- 1953
- 1954
- 1955
- 1956
- 1957
- 1958

Cette page concerne des événements d'actualité qui se sont produits durant l'année 1954 dans le territoire canadien du Yukon.

## Politique
- Commissaire : Wilfred George Brown (en)
- Législature : 16e

## Naissances
- Bev Buckway (en), joueuse de curling et mairesse de Whitehorse.
- Cynthia Tucker, députée de Mount Lorne (2000-2002).
- 12 février : Peter Sturgeon (en), joueur de hockey sur glace.
- 10 avril : Norma Kassi (en), député territoriale d'Old Crow (1985-1992).
- 15 avril : Doug Livingston (en), députée territoriale du Lac Laberge (1996-1999) et 6e président de l'Assemblée législative du Yukon (1997).

## Décès
- 25 avril : Henry William Newlands, commissaire du Yukon sous l'intermédiaire et lieutenant-gouverneur de la Saskatchewan (º 19 mars 1862)
- 4 août : William Wallace Burns McInnes, commissaire du Yukon (º 8 avril 1871)